# Cristina Bicchieri

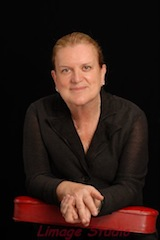
Cristina Bicchieri (2011)

Maria Cristina Bicchieri (* 1950 in Mailand) ist eine italienisch-US-amerikanische Philosophin und Hochschullehrerin an der University of Pennsylvania.

## Leben und Wirken
Bicchieri studierte Philosophie an der Universität Mailand. 1984 wurde sie von der University of Cambridge zur Dr. phil. promoviert. Anschließend war sie in den USA am Barnard College und an der Columbia University als Assistenzprofessorin für Ökonomie tätig, 1986 wechselte sie als Assistenzprofessorin für Philosophie an die University of Notre Dame. 1989 wurde Bicchieri außerordentliche Professorin für Philosophie und Sozial‐ und Entscheidungswissenschaften an der Carnegie Mellon University. Ab 1994 hatte sie einen ordentlichen Lehrstuhl für Philosophie und Sozial‐ und Entscheidungswissenschaften an der University of Pittsburgh inne. Von 2005 bis 2012 war sie Carol and Michael Lowenstein Term Professorin für Philosophie an der University of Pennsylvania. Seit 2006 ist sie Professorin an der Wharton School der University of Pennsylvania. 2007 wurde Bicchieri der Verdienstorden der Italienischen Republik verliehen. Sie ist eine der Mitgründerinnen des 2014 gegründeten Behavioral Ethics Lab der University of Pennsylvania. 2015 erhielt sie die Pufendorf-Medaille der Universität Lund. Seit 2019 leitet sie den dortigen Studiengang „Master of Behavioral and Decision Sciences“, seit 2020 ist sie Direktorin des dortigen Center for Social Norms and Behavioral Dynamics. Seit 2021 ist Bicchieri Sascha Jane Patterson Harvie Professorin für Philosophie und Psychologie an der University of Pennsylvania.
2020 wurde Bicchieri zum Mitglied in die Deutsche Akademie der Naturforscher Leopoldina gewählt. 2021 folgte die Aufnahme in die American Academy of Arts and Sciences.
Neben ihrer wissenschaftlichen Tätigkeit engagiert sich Bicchieri auf humanitär und leitete verschiedene Förderprojekte von UNICEF, unter anderem in Nepal, Pakistan und Lateinamerika, und der Bill & Melinda Gates Foundation.

## Forschung
Bicchieris Forschungsschwerpunkte liegen im Bereich der Entstehung und Dynamik sozialer Normen und hier insbesondere, welche Mechanismen des sozialen Lernens der Entstehung der Normen zugrunde liegen. Hierbei spielen die jüngsten Entwicklungen der öffentlichen Gesundheit im Rahmen der COVID-19-Pandemie und die hierdurch ausgelösten Verhaltensänderungen ein gewichtige Rolle. Hauptaspekte ihrer Forschung sind das Urteilsvermögen und die Entscheidungsfindung, insbesondere Entscheidungen im Zusammenhang mit Gerechtigkeit, Vertrauen und Kooperation und inwiefern Erwartungen unser Verhalten beeinflussen. Hier entwarf sie Konzepte für Verhaltensexperimente, mit denen verschiedene Hypothesen auf Basis der Theorie sozialer Normen überprüft werden können. Durch diese Experimente konnte Bicchieri aufzeigen, dass der Großteil der Probanden eine bedingte Präferenz für die Einhaltung prosozialer Normen aufweist, ihr Verhalten durch Manipulation ihrer Erwartungen aber erheblich verändert werden kann. Daraus zieht sie den Schluss, dass es stabile Dispositionen oder unbedingte Präferenzen nicht gibt und politische Entscheidungsträgerinnen und Entscheidungsträger zur Förderung von prosozialem Verhalten die Erwartungshaltung der Menschen in Bezug auf das Verhalten anderer Menschen in ähnlichen Situationen ändern müssten.
Ihre früheren Forschungen im Bereich der erkenntnistheoretischen Grundlagen der Spieltheorie und den Auswirkungen von Informationsänderungen auf rationale Entscheidungen und Lösungen hat sie zugunsten ihrer neusten Forschungen nicht weiter betrieben.